# シーガル号 (高速バス)
シーガル号（シーガルごう）はかつて大阪市阿倍野区と福島県双葉郡浪江町を結んでいた夜行高速バスである。愛称は運行地である福島県浜通り地域沿岸にカモメ（シーガル）が多く飛来することから命名。
以下に運行休止時点の情報を記す。

## 運行会社
- 新常磐交通（いわき中央営業所 2008年 - 震災前の浪江発着の時期も同営業所 - 浪江駅間を回送し運用を担当していた）
- 近鉄バス（八尾営業所）

## 運行経路
阿倍野区 - 阪神高速道路 - 名神高速道路 - 新名神高速道路 - 東名阪自動車道 - 伊勢湾岸自動車道 - 東名高速道路 - 首都高速道路 - 常磐自動車道 - 国道6号 - 福島県いわき市 -  常磐自動車道 - 福島県双葉郡浪江町
- 途中休憩はいわき行は土山SA、大阪行は東海PAで各10分（それ以外の箇所（牧之原SA・海老名SA）での停車は乗務員交代、車両点検のみ）。

### 停車停留所
※2017年7月1日出発便より
あべの橋 - なんば（OCATビル） - 大阪駅前（東梅田） - 名神茨木インター - 名神高槻 - 名神大山崎 - 京都駅八条口 - 日立（市役所前） - 高萩（常陽銀行前） - 磯原駅（西口） - いわき勿来インター - いわき湯本インター - いわき好間 - いわき中央インター（※到着便のみ） - 好間一小 - いわき駅 - 広野インター - 常磐富岡インター - 大熊町役場 - 双葉町役場 - 浪江駅
※いわき駅以北（取消線内の区間）は福島第一原子力発電所事故の影響などにより、当面の間運休としていた。

## 歴史
- 2002年（平成14年）4月24日 - あべの橋 - いわき勿来インター間（北陸自動車道・磐越自動車道経由）で運行開始。
- 2004年（平成16年）12月22日 - 上本町バスセンターへの乗り入れを廃止し、大阪駅前に乗り入れ開始。
- 2006年（平成18年）
  - 2月1日 - 事業譲渡に伴い、いわき側の運行事業者が常磐交通自動車から新常磐交通に変更。
  - 7月1日 - 東名・名神経由に運行経路を変更し、日立市役所・高萩（常陽銀行前）・磯原駅前停留所を新設し、終着地がいわき駅前になる。
- 2008年（平成20年）8月2日 - この日の出発便より、浪江駅発着となる。大阪行のユニバーサル・スタジオ・ジャパン(USJ)への乗り入れを廃止。
- 2011年（平成23年）
  - 3月11日 - この日発生した東北地方太平洋沖地震（東日本大震災）の影響により同年4月14日まで運休。
  - 4月15日 - この日の出発便より大阪 - いわき駅間で運行を再開（高萩バス停は通過）。
- 2012年（平成24年）11月1日 - この日の出発便より高萩バス停の停車を再開。
- 2017年（平成29年）7月1日 - 常磐自動車道4車線化工事に伴い、いわき中央インターのりばと第1・第2駐車場が閉鎖。これに伴い「好間一小」停留所および無料駐車場（第4駐車場）を新設。なお、いわき中央インターおりばは存続となる[2]。
- 2019年（令和元年）6月21日 - 運賃改定[3]。
- 2020年（令和2年）2月1日 - この日より運行休止（最終運行はいわき発、大阪発ともに1月31日発便である）[4]。

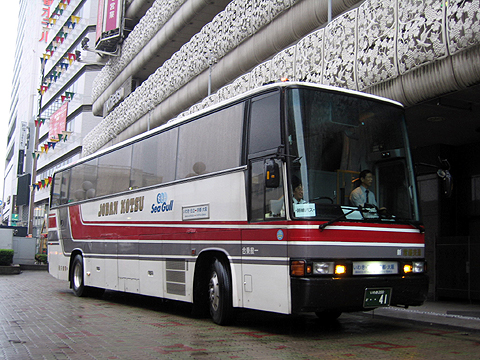
シーガル号（新常磐交通） 運行当初の車両。近鉄バスからの譲渡車で現在は廃車。

## 使用車両
- 原則3列独立シート、28人乗り車両で運行していた。
- 原則近鉄は日野・セレガGD、常交はいすゞ・ガーラHD（2代目）およびいすゞ・スーパークルーザーSHDを使用していた。

### 車内設備
トイレ・ドリンク・フットレスト・レッグレスト。

## 乗車券発売箇所
- 新常磐交通北営業所
- 新常磐交通いわき駅前、いわき好間、小名浜駅、湯本駅前、植田駅前各案内所
- 近鉄バス各営業所
- 常磐交通観光各営業所・案内所
- 近鉄主要駅各営業所
- なんばOCATビル
- 近鉄百貨店阿部野橋店
- 主要旅行代理店

## 利用状況
| 年度               | 運行日数 | 運行便数 | 年間輸送人員 | 1日平均人員 | 1便平均人員 |
| ------------------ | -------- | -------- | ------------ | ----------- | ----------- |
| 2002（平成14）年度 | 342      | 700      | 7,912        | 22.1        | 11.3        |
| 2003（平成15）年度 | 366      | 750      | 8,095        | 23.1        | 10.8        |
| 2004（平成16）年度 | 363      | 752      | 10,688       | 29.4        | 14.2        |
| 2005（平成17）年度 | 365      | 732      | 10,627       | 29.1        | 14.5        |
| 2006（平成18）年度 | 365      | 734      | 11,113       | 30.4        | 15.1        |
| 2007（平成19）年度 | 366      | 751      | 11,335       | 31.0        | 15.1        |